# Raja-Jooseppi (poste-frontière)
Raja-Jooseppi est un poste-frontière situé à Ivalo en Finlande,.

## Géographie
Raja-Jooseppi est un poste frontière entre la Finlande et la Russie situé dans la forêt boréale finlandaise et connecté au réseau routier finlandais par la route principale 91. 

## Histoire
Situé a proximité de parc national Urho Kekkonen, le poste frontière a ouvert le 25 janvier 1967. 
Depuis le 4 septembre 1989, le poste frontière est également ouvert au trafic international.
Il est ouvert quotidiennement de 7 à 21 heures.
Le 22 novembre 2023, c'est le dernier poste frontière resté ouvert entre la Finlande et la Russie. Il a été finalement fermé lui-aussi le 30 novembre 2023.